# 伊图拉马
伊图拉马是巴西米纳斯吉拉斯州的一个市镇。总面积1401.236平方公里，总人口32845人，人口密度23.4人/平方公里。